# Lich (Alemanha)
Lich é um município da Alemanha, situado no distrito de Gießen, no estado de Hesse. Tem 77,64 km² de área, e sua população em 2019 foi estimada em 13.795 habitantes.